# Джанне, Джослин
Джослин Джанне (англ. Jocelyn Janneh; род. 6 декабря, 2002, Фритаун, Сьерра-Леоне) — футболист из Сьерра-Леоне, полузащитник клуба «Бастия».

## Карьера

### Клубная
14 января 2022 года перешёл в турецкий «Кайсериспор», контракт согласован до лета 2024. На протяжении своего первого сезона не попадал в заявку. Впервые сыграл в Суперлиге в 38-м туре против «Сивасспора».
23 июля 2022 года он перешёл во французский клуб Лиги 2 «Бастия», подписав трёхлетний контракт.